# 池田政虎
池田 政虎（いけだ まさとら）は、安土桃山時代から江戸時代初期にかけての武士。池田輝政の7男（実は次男）。嫡母は父の継室・督姫（徳川家康次女）。生母は側室の満願院。子に直長、政広、政長らがいる。

## 略歴
天正18年（1590年）、美濃国席田郡に生まれる。
幼年の時、叔父・長吉に養育される。慶長9年（1604年）、父・輝政の家臣・若原幸成の養子となり若原内記と称し、遺領5千石を継ぐ。同15年（1610年）、兄・忠雄（実は弟）に淡路一国を与えられた時、忠雄が幼少であったため、代わりに政虎が淡路由良城の城代となった。同18年（1613年）、池田姓に復姓し、池田加賀守と改める。
元和3年（1617年）、甥の池田光政の因幡鳥取藩への移封に伴い、岩井郡（巨濃郡）浦富の桐山城を陣屋と改め移住した。寛永12年（1635年）7月28日、京都で死去した。46歳没。
墓所は岡山県備前市にある和意谷池田家墓所。